# 吉川千法師
吉川 千法師（きっかわ せんほうし）は、戦国時代の人物。安芸国国人・吉川興経の嫡男。

## 生涯
安芸国の国人・吉川興経の嫡男として生まれる。生年は不詳だが、元服が行われた形跡も無いことから、死亡時に10歳前後だったと推測される。この推測から生年は天文8年（1539年）以降と思われる（元服は通常、数え年で12歳から16歳の間に行われる）。
父である興経の統治は吉川家中に混乱を引き起こした。そのため、千法師がいるにもかかわらず、天文16年（1547年）7月に一門の経世らの要請によって、毛利氏より元春が興経の養子として送り込まれた。この養子縁組の際に千法師は元春の養子となり、相続権を受け継いだとも言われている。
しかし天文19年（1550年）、元春の父の毛利元就は興経を強制的に隠居させ、元春に家督を継がせて新たな吉川氏当主とした。千法師は父母と共に安芸布川（広島市安佐北区上深川町）に幽閉された。
幽閉後も興経の行状についての噂が毛利領内に流れ、興経は弁解のために書状を送るが、元就は受け入れず、同年9月に監視役でもあった三入高松城主熊谷信直・天野隆重らに命じて隠居館を急襲させた。興経は殺害、千法師は乳母に連れられて逃亡するも、近くの山中で殺害されたと言われている。
興経・千法師父子の死により藤姓吉川氏嫡流の血筋は断絶し、元春以降は毛利一門として存続していく。

## 関連作品
- 『毛利元就』（1997年、NHK大河ドラマ、演：平野一真）

## 参考資料
- 防長新聞社山口支社編 編『近世防長諸家系図綜覧』三坂圭治監修、防長新聞社、1966年3月。 NCID BN07835639。OCLC 703821998。全国書誌番号:73004060。国立国会図書館デジタルコレクション
- 歴史群像シリーズ『毛利元就』　学研
- 歴史群像シリーズ『毛利戦記』　学研